# IFK Eskilstuna
Der IFK VII, in der Regel als IFK Eskilstuna bezeichnet, ist ein schwedischer Fußballverein aus der Stadt Eskilstuna. Die Mannschaft konnte in der Frühzeit des schwedischen Fußballs einmal den schwedischen Meistertitel gewinnen und spielte insgesamt 14 Spielzeiten in der Allsvenskan, der höchsten schwedischen Liga. Hinzu kommen 48 Spielzeiten in der Superettan.

## Geschichte

### Anfangsjahre und erste Erfolge (1897–1920)

Die Mannschaft in der Spielzeit 1903/04

IFK Eskilstuna wurde am 9. September 1897 unter dem Namen IFK XXVI als Dependance der Idrottsföreningen Kamraterna in Eskilstuna gegründet, erhielt aber bald die Bezeichnung IFK VII. Im Volksmund setzte sich jedoch die inoffizielle Bezeichnung IFK Eskilstuna durch.
1901 gewann IFK Eskilstuna seinen ersten Titel, als IFK Köping im ersten Endspiel um die Kamratmästerskapen bezwungen wurde. Im folgenden Jahr konnte die Trophäe gegen IFK Uppsala erfolgreich verteidigt werden.
1910 gehörte IFK Eskilstuna zu den Gründungsmitgliedern der Svenska Serien, wo in einer ersten Konzentration des schwedischen Fußballs die Mannschaft auf Klubs wie den Serienmeister Örgryte IS, AIK, IFK Norrköping oder IFK Göteborg traf. Allerdings wurde nur der letzte Platz in der Liga belegt. Im folgenden Jahr wurde noch eine Partie bestritten, ehe man sich zusammen mit Vikingarnas FK aus dem Wettbewerb zurückzog und in der Mellansvenska Serien antrat. 1917 gelang die Meisterschaft in dieser Liga. Parallel gewann man zum dritten Mal die Kamratmästerskapen und verteidigte dort 1918 den Titel.

### Meisterschaft und Gründungsmitglied der Allsvenskan (1920–1936)

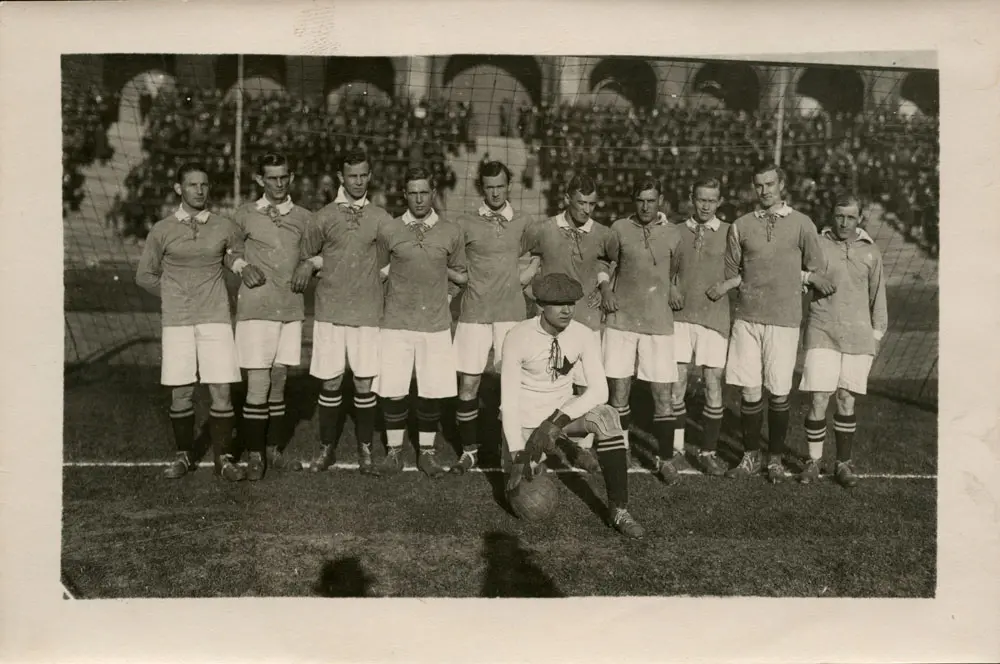
Die Meistermannschaft von 1921

1920 gelang IFK Eskilstuna die Rückkehr in die Svenska Serien. 1921 erreichte die Mannschaft zudem erstmals das Endspiel um die Svenska Mästerskapet. Vor 11.695 Zuschauern wurde das Meisterschaftsspiel gegen den IK Sleipner im Olympiastadion Stockholm mit 2:1 gewonnen. Im Jahr 1923 stand der Verein erneut im Finale um die schwedische Meisterschaft, welches allerdings gegen den AIK mit 1:5 verloren wurde.
Dank der Erfolge gehörte IFK Eskilstuna zu den Gründungsmitgliedern der Allsvenskan in ihrer ersten Spielzeit 1924/25. Dort spielte die Mannschaft auf Anhieb gegen den Abstieg. Nach jeweils zwei neunten und zehnten Plätzen in den ersten Jahren musste der Klub am Ende der Spielzeit 1928/29 als Tabellenelfter zusammen mit Westermalms IF in die Zweitklassigkeit absteigen. Mit nur zwei Saisonniederlagen in der Division 2 Norra gelang der sofortige Wiederaufstieg. Dieses Mal konnte sich der Klub sechs Jahre in der Erstklassigkeit halten und erreichte mit dem fünften Tabellenrang in der Spielzeit 1931/32 das beste Ergebnis der Vereinsgeschichte. 1936 musste dann abermals der Gang in die Zweitklassigkeit angetreten werden.

### Zwischen Allsvenskan und Drittklassigkeit (1936–1964)
Nach anfänglichen Plätzen im hinteren Mittelfeld meldete sich IFK Eskilstuna Anfang der 1940er Jahre im Aufstiegskampf zurück. 1941 erreichte die Mannschaft als Staffelsieger die Aufstiegsrunde, scheiterte jedoch in einem, nach jeweils einem Sieg für beide Mannschaften notwendigen Entscheidungsspiel an Reymersholms IK. Im folgenden Jahr wurde der Staffelsieg wiederholt und abermals war in der Aufstiegsrunde ein Entscheidungsspiel notwendig. Dieses Mal gelang jedoch gegen IK Brage ein 2:0-Erfolg. Das Niveau in der Allsvenskan war jedoch zu hoch für den Wiederaufsteiger und mit zwei Saisonsiegen und sieben Punkten musste die direkte Rückkehr in die zweite Liga angetreten werden.
IFK Eskilstuna verpasste 1944 den direkten Wiederaufstieg als Staffelsieger erst in der Aufstiegsrunde, als sich Ludvika FFI nach einem 1:1-Unentschieden zum Auftakt mit einem 3:1-Rückspielerfolg durchsetzte. In den folgenden Jahren konnte nicht mehr an die Leistung angeknüpft werden und 1947 stieg der Klub aufgrund einer Ligareform zusammen mit BK Derby, IFK Värnamo, IFK Lidingö und Hammarby IF in die dritte Liga ab.
In der dritten Liga konnte sich IFK Eskilstuna im Mittelfeld der Tabelle etablieren. 1950 geriet die Mannschaft eine Spielzeit lang in Abstiegsgefahr, in den folgenden Jahren reichte es zu Plätzen im vorderen Tabellenbereich. Als 1953 die nordschwedische Ligapyramide in das gesamtschwedische Ligagebilde eingereiht wurde und in der Folge die zweite Liga auf drei Staffeln erweitert wurde, genügte ein dritter Tabellenrang zum Wiederaufstieg ins zweithöchste Liganiveau.
IFK Eskilstuna konnte sich in der zweiten Liga direkt in den vorderen Tabellenbereich spielen. Im zweiten Jahr nach dem Wiederaufstieg trennten den Klub als Staffelzweiter drei Punkte von Aufsteiger Västerås SK. 1957 schaffte die Mannschaft den Staffelsieg und erreichte in der Aufstiegsrunde zwei Unentschieden gegen GIF Sundsvall, so dass wie in frühen Jahren abermals ein Entscheidungsspiel vonnöten war. Dieses gewann IFK Eskilstuna deutlich mit 3:0 und kehrte nach 14 Jahren unterklassigem Fußball in die Allsvenskan zurück.
In der Marathonspielzeit 1957/58, die wegen der Weltmeisterschaft 1958 in Schweden und der Umstellung des Spielbetriebs auf das Kalenderjahr verlängert worden war, gelangen acht Saisonsiege, so dass IFK Eskilstuna mit zwei Punkten Rückstand auf AIK und Sandvikens IF direkt wieder absteigen musste. In den folgenden Jahren platzierte sich der Klub im vorderen Bereich der Zweitligatabelle, ohne ins Aufstiegsrennen eingreifen zu können. In der Spielzeit 1963 gelang der Staffelsieg, als die Liga mit 19 Siege in 22 Saisonspielen dominiert wurde. In der Aufstiegsrunde traf man auf GAIS, GIF Sundsvall und Östers IF und konnte ungeschlagen mit zwei Unentschieden die erneute Rückkehr ins schwedische Oberhaus feiern. Jedoch blieb die Stippviste in der Allsvenskan abermals nur von kurzer Dauer, mit drei Punkten Rückstand auf Helsingborgs IF musste der Verein nach der 14. Erstligaspielzeit der Vereinsgeschichte direkt wieder absteigen.

### Unterklassiger Fußball (1964– )
Nach dem Erstligaabstieg konnte sich IFK Eskilstuna lange Zeit im vorderen Bereich der Tabelle halten. Mit Beginn der 1970er fand sich die Mannschaft nur noch im Mittelfeld der Tabelle wieder. Einzig die Nachwuchsmannschaft des Klubs konnte landesweit auf sich aufmerksam machen, als 1970 der schwedische Meistertitel gelang.
1981 überraschte der Klub und holte sich in der Division 2 Norra den Staffelsieg. In der Relegation traf die Mannschaft auf den Erstligisten Kalmar FF, verpasste jedoch nach einer 0:2-Auftaktniederlage durch ein 2:2-Unentschieden die Rückkehr in die Allsvenskan. Allerdings konnte die Mannschaft nicht an diesen Erfolg anknüpfen: In der folgenden Spielzeit wurde mit drei Punkten Vorsprung auf die Abstiegsplätze der Klassenerhalt geschafft und 1983 blieb man als Tabellenvorletzter nur dank einer Ligaaufstockung in der Zweitklassigkeit. Die Jugend bescherte 1985 mit ihrem zweiten Meistertitel einen erneuten Trophäengewinn.
Es folgten wieder Jahre im Mittelfeld der Tabelle, ehe IFK Eskilstuna 1987 als Zweiter der Nordstaffel nur knapp hinter Djurgårdens IF den abermaligen Aufstieg verpasste. Mit fünf Punkten Rückstand auf Örebro SK wurde die Platzierung im folgenden Jahr wiederholt, ehe es wieder bergab ging. 1992 verpasste die Mannschaft schließlich in der Herbstmeisterschaft den Klassenerhalt und spielte knapp vierzig Jahre nach dem Wiederaufstieg in die zweite Liga 1953 wieder drittklassig.
In der Division 2 Västra Svealand belegte IFK Eskilstuna zunächst Mittelfeldplätze, ehe 1996 als Tabellendritter mit einem Punkt Rückstand auf Enköpings SK die Aufstiegsrunde nur knapp verpasst wurde. Nach einem weiteren dritten Platz im Folgejahr folgte 1999 der Absturz in die Viertklassigkeit. Hier belegte die Mannschaft vordere Plätze und erreichte 2002 die Aufstiegsrunde. Die Rückkehr in die Drittklassigkeit wurde nach einem 0:0-Unentschieden im Hinspiel jedoch durch eine deutliche 0:6-Niederlage gegen Älvsjö AIK verpasst. Nach erneuten Plätzen im mittleren Bereich der Tabelle qualifizierte sich der Klub 2005 als Tabellenzweiter für die neue, nun viertklassige Division 2 Östra Svealand. Nach drei Jahren musste die Mannschaft 2008 als Tabellenletzter in die Fünftklassigkeit abstiegen.
Zwischenzeitlich nur nor sechstklassig antretend kam nach dem Aufstieg in die fünfthöchste Spielklasse Ende 2016 neue höherklassige Konkurrenz in Eskilstuna auf, die um die Zuschauergunst buhlte: Der bisher in Solna ansässige AFC United zog nach dem Aufstieg in die Allsvenskan im gleichen Jahr nach Eskilstuna um, dabei ging er eine Kooperation mit dem bisherigen lokalen Hauptkonkurrenten und seinerzeitigen Viertligisten Eskilstuna City FK ein. Als Aufsteiger etablierte sich IFK direkt im vorderen Bereich der Division 3 Västra Sveland. Nach einem dritten Platz in der Spielzeit 2018, in der ein Punkt auf IFK Ölme zur Teilnahme an den Relegationsspielen fehlte, gewann die Mannschaft 2019 die Meisterschaft in der Division 3 Södra Svealand. Damit überholte sie den zwischenzeitlich abgestiegenen Lokalrivalen Eskilstuna City, der zuletzt in den 1990er Jahren schlechter platziert war, und rückte als Viertligist zumindest kurzfristig an Nummer 2 in Eskilstuna.